# Stadion Miejski w Ozimku
Stadion Miejski – stadion piłkarski w Ozimku, w Polsce. Obiekt może pomieścić 5000 widzów. Swoje spotkania rozgrywają na nim piłkarze klubu Małapanew Ozimek.
W latach 1975–1980 Małapanew Ozimek występował w II lidze. Dzięki wsparciu sponsorującej klub Huty Małapanew rozpoczęto w tym czasie rozbudowę stadionu, jednak inwestycji nie doprowadzono do końca i nie utworzono trybun na powstałych wokół boiska wałach ziemnych od strony zachodniej, północnej i wschodniej. Kibice mogli zasiadać jedynie na rzędach ławek na wale po stronie południowej. W 2014 roku przeprowadzono remont południowej trybuny, na bazie wału ziemnego wybudowano wówczas żelbetową trybunę, na której zamontowano plastikowe krzesełka. W 2017 roku przeprowadzono II etap tej inwestycji, w ramach którego utworzono sektor gości.